# Khairpur (Distrikt)

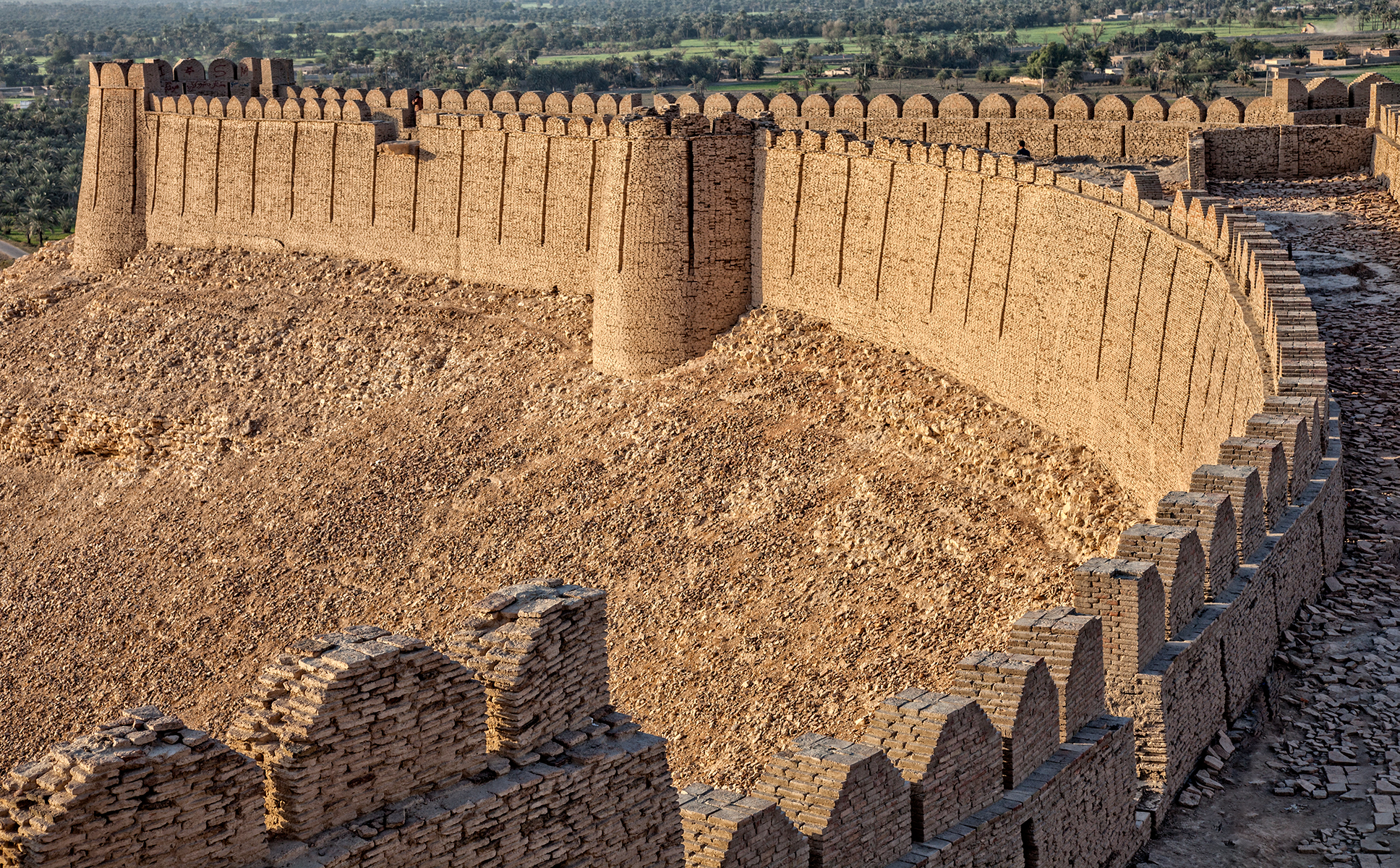
Festung von Kot Digi

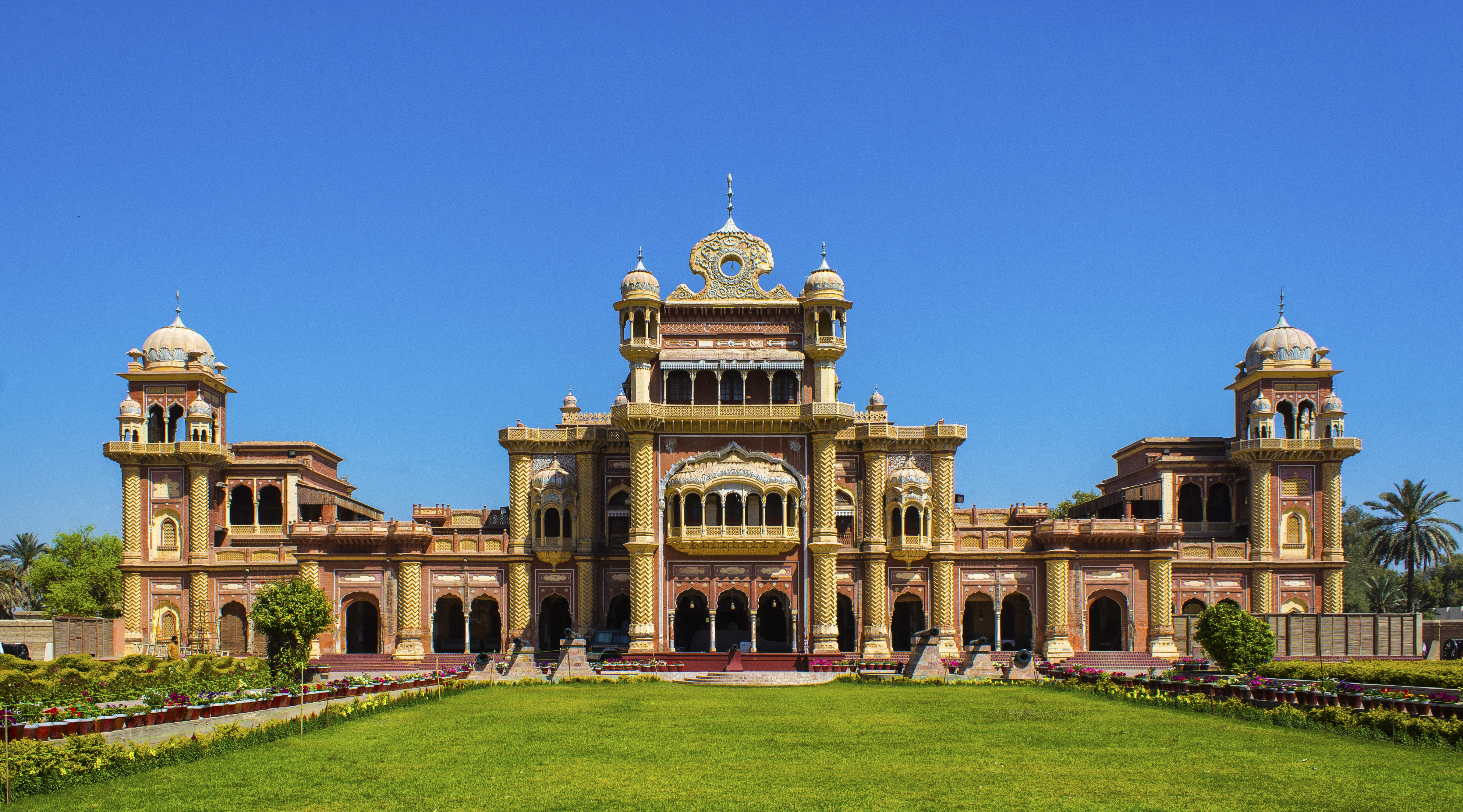
Sitz des Fürsten von Khaipur

Der Distrikt Khairpur ist ein Verwaltungsdistrikt in Pakistan in der Provinz Sindh. Sitz der Distriktverwaltung ist die gleichnamige Stadt Khairpur.
Der Distrikt hat eine Fläche von 15.910 km² und nach der Volkszählung von 2017 2.404.334 Einwohner. Die Bevölkerungsdichte beträgt 151 Einwohner/km². Im Distrikt wird zur Mehrheit die Sprache Sindhi gesprochen.

## Geografie
Der Distrikt befindet sich im Norden der Provinz Sindh, die sich im Südosten von Pakistan befindet. Es wird im Norden von Shikarpur und Sukkur, im Osten von Indien, im Süden von Sanghar und Nawabshah und im Westen von Larkana, Naushahro Feroze und dem Indus begrenzt.

## Verwaltungsgliederung
Der Distrikt ist administrativ in acht Tehsil unterteilt:
- Faiz Gunj
- Gambat
- Khairpur
- Kingri
- Kot Diji
- Nara
- Sobho Dero
- Thari Mir Wah

## Geschichte
Der Distrikt war von 1775 bis 1955 das Zentrum des Fürstenstaat Khairpur.

## Demografie
Zwischen 1998 und 2017 wuchs die Bevölkerung um jährlich 2,34 % und damit sehr schnell. Von der Bevölkerung leben ca. 32 % in städtischen Regionen und ca. 68 % in ländlichen Regionen. In 412.857 Haushalten leben 1.240.424 Männer, 1.163.806  Frauen und 104 Transgender, woraus sich ein Geschlechterverhältnis von 106,6 Männer pro 100 Frauen ergibt und damit einen für Pakistan häufigen Männerüberschuss.
Die Alphabetisierungsrate in den Jahren 2014/15 bei der Bevölkerung über 10 Jahren liegt bei 51 % (Frauen: 32 %, Männer: 69 %) und damit unter dem Durchschnitt der Provinz Sindh von 60 %.
| Jahr | Einwohnerzahl |
| ---- | ------------- |
| 1972 | 724.935       |
| 1981 | 981.190       |
| 1998 | 1.547.751     |
| 2017 | 2.404.334     |